# Ivo Grbić
Ivo Grbić, född 18 januari 1996 i Split i Kroatien, är en kroatisk fotbollsmålvakt som spelar för Çaykur Rizespor, på lån från Sheffield United.
Grbić har representerat Kroatien i landslagssammanhang på både juniornivå och seniornivå.

## Karriär
Den 20 augusti 2020 värvades Grbić av Atlético Madrid, där han skrev på ett fyraårskontrakt. Den 19 augusti 2021 lånades Grbić ut till Lille på ett säsongslån. Två dagar senare gjorde han sin Ligue 1-debut i en 1–1-match mot Saint-Étienne.
Den 26 januari 2024 värvades Grbić av Sheffield United. Han debuterade i Premier League den 30 januari 2024 i en 3–2-förlust mot Crystal Palace, där han utgick skadad i den 52:a minuten. Den 9 september 2024 lånades Grbić ut till turkiska Çaykur Rizespor på ett säsongslån.